# Harrison Manzala
Harrison Manzala Tusumgama (Aubervilliers, 6 marzo 1994) è un calciatore congolese (Repubblica Democratica del Congo), nato in Francia, centrocampista dell'Olympique Neuilly-sur-Seine.

## Carriera

### Nazionale
Tra il 2013 ed il 2014 ha segnato un gol in 4 presenze con la nazionale Under-20.